# Liste der ehemaligen Gemeinden in der Provinz Drenthe
Die Liste der ehemaligen Gemeinden in der Provinz Drenthe enthält eine Liste mit den aufgelösten Gemeinden der niederländischen Provinz Drenthe.

## Alphabetische Reihenfolge

### Gemeindenamen mit De, Den, Het, ’s-, ’t, Ten und Ter
Bei Gemeinden, deren Namen mit De, Den, Het, ’s-, ’t, Ten oder Ter beginnen, wird dieser Vorsatz bei der alphabetischen Eingliederung nicht berücksichtigt. So steht z. B. Den Bommel zwischen Bolsward und Bommenede.

### Buchstabenfolge IJ
Die Buchstabenfolge IJ bzw. ij wird innerhalb der alphabetischen Reihenfolge wie Y bzw. y behandelt, steht also wie Y zwischen X und Z. Kommen beide Versionen bei ansonsten gleichen Buchstaben vor (z. B.: Bergeyk <> Bergeijk), steht die Version mit ij hinter der mit y.

## Ehemalige Gemeinden
| CBS-Code | aufgelöste Gemeinde | jetzige Gemeindezugehörigkeit |
| -------- | ------------------- | ----------------------------- |
| 0105     | Anloo               | Aa en Hunze                   |
| 0107     | Beilen              | Midden-Drenthe                |
| 0108     | Borger              | Borger-Odoorn                 |
| 0110     | Dalen               | Coevorden                     |
| 0111     | Diever              | Westerveld                    |
| 0112     | Dwingeloo           | Westerveld                    |
| 0113     | Eelde               | Tynaarlo                      |
| 0115     | Gasselte            | Aa en Hunze                   |
| 0116     | Gieten              | Aa en Hunze                   |
| 0117     | Havelte             | Westerveld                    |
| 1697     | Middenveld          | Midden-Drenthe                |
| 0120     | Norg                | Noordenveld                   |
| 0121     | Nijeveen            | Meppel                        |
| 0122     | Odoorn              | Borger-Odoorn                 |
| 0123     | Oosterhesselen      | Coevorden                     |
| 0124     | Peize               | Noordenveld                   |
| 0125     | Roden               | Noordenveld                   |
| 0126     | Rolde               | Aa en Hunze                   |
| 0127     | Ruinen              | De Wolden                     |
| 0128     | Ruinerwold          | De Wolden                     |
| 0129     | Schoonebeek         | Emmen                         |
| 0130     | Sleen               | Coevorden                     |
| 0131     | Smilde              | Midden-Drenthe                |
| 0132     | Vledder             | Westerveld                    |
| 0133     | Vries               | Tynaarlo                      |
| 0134     | Westerbork          | Midden-Drenthe                |
| 0135     | De Wijk             | De Wolden                     |
| 0136     | Zuidlaren           | Tynaarlo                      |
| 0137     | Zuidwolde           | De Wolden                     |
| 0138     | Zweeloo             | Coevorden                     |

## Anzahl der Gemeinden
Die Angabe zum 4. Oktober 1830 bezieht sich auf die Trennung Belgiens von den Niederlanden. Die weiteren Zahlen beziehen sich auf die Situation nach den Reformen zum angegebenen Zeitpunkt.
| Datum      | Gemeinden |
| ---------- | --------- |
| 04.10.1830 | 33        |
| 01.05.1884 | 34        |
| 01.01.1998 | 12        |